# ريان ماكسويل
ريان ماكسويل (بالإنجليزية: Ryan Maxwell)‏ (16 يونيو 1983 ببلفاست في المملكة المتحدة - ) هو لاعب كرة قدم بريطاني في مركز الوسط. شارك مع منتخب أيرلندا الشمالية تحت 21 سنة لكرة القدم. أما مع النوادي، فقد لعب مع إبسفليت يونايتد وبوريهام وود إف سي وتوتنهام هوتسبير وتونبريدج أنغلز وريث روفرز وكريستال بالاس ونادي سانت إيلي تاون ونادي مارغيت وهاميلتون أكاديميكال وبرينتري تاون ونادي لارن ‏ وBasingstoke Town F.C. ‏ وسانت ألبانز سيتي وبيشوب ستورتفورد وRedbridge F.C. ‏ وداغنهام وريدبريدج وغرايز أتلاتيك ‏ وويلينج يونايتد.

## وصلات خارجية
- ريان ماكسويل على موقع قاعدة بيانات كرة القدم.إي يو (الإنجليزية)
- ريان ماكسويل على موقع Soccerbase.com (لاعب) (الإنجليزية)